# Carex indica
Espèce
Classification phylogénétique
Carex indica est une espèce de plantes du genre Carex et de la famille des Cyperaceae.